# Acord d'Opció al Tirol del Sud

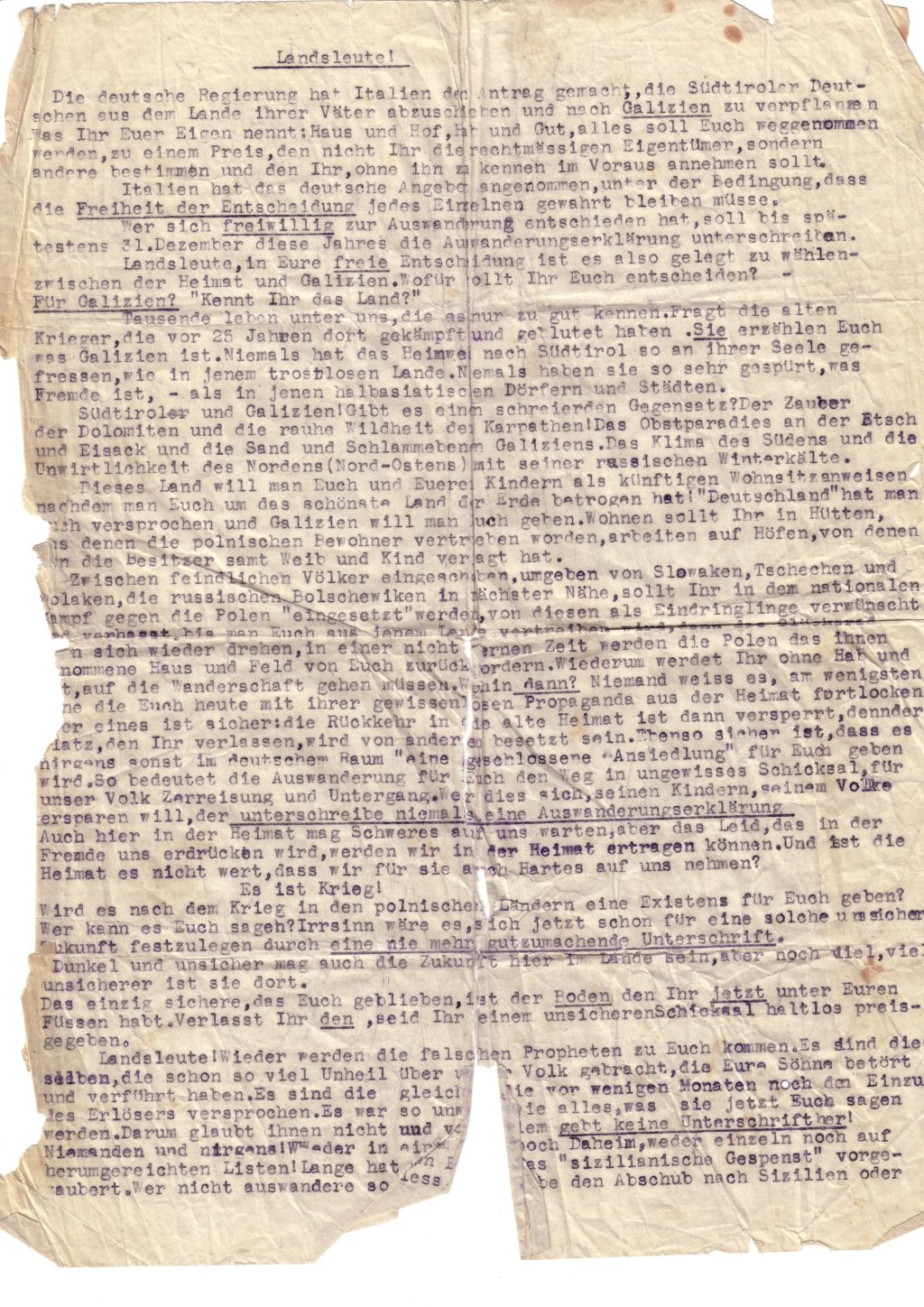
Full volant del grup de germanòfons que decidiren quedar-se al Tirol del Sud (Andreas Hofer Bund)

Acord d'Opció al Tirol del Sud (alemany Option in Südtirol; italià Opzioni in Alto Adige) fou un acord al qual arribaren Adolf Hitler i Benito Mussolini que permetia optar a la població germanòfona i ladina de Tirol del Sud o bé emigrar al Tercer Reich o bé romandre a Itàlia i ser assimilats a la cultura italiana.
Després de l'arribada al poder de Benito Mussolini el 1922 es va dur a terme una dura política d'italianització al Tirol del Sud. Tots els topònims, i fins i tot els noms de les tombes, foren traduïts a l'italià, i fins i tot ho foren els noms i cognoms de les famílies. Les autoritats locals van respondre amb la creació de les Katakombenschule, per tal de continuar ensenyant en alemany clandestinament. El procés es va intensificar en la dècada de 1930, quan va encoratjar milers d'italians a instal·lar-se al territori amb l'ànim de convertir-los en minoria al seu propi territori.
Aquesta política provocà les protestes del govern austríac d'Engelbert Dollfuß, i posteriorment d'Adolf Hitler. Nogensmenys, el 21 d'octubre de 1939 Hitler i Mussolini arribaren a un acord sobre l'assimilació de minories germanòfona i ladina a la província. Fins a 31 de desembre de 1939 tenien dret a optar entre quedar-se a Itàlia i perdre els seus drets com a minoria, o bé emigrar a l'Alemanya Nazi (Option für Deutschland). Entre el 85 i el 90% de la població va optar per emigrar, foren anomenats Optanten i agrupats en l'Arbeitsgemeinschaft der Optanten für Deutschland (Associació d'optants per Alemanya). Aquells que van optar per quedar-se, anomenats Dableiber, foren agrupats al voltant de capellans catòlics. Els Dableiber foren condemnats com a traïdors, mentre que els optaten foren considerats nazis. L'Opció va destruir moltes famílies i el desenvolupament de l'economia de la província durant molts anys. Les primeres famílies deixaren la seva pàtria el 1939, i fins al 1943 un total d'uns 75.000 sudtirolesos emigraren, dels quals 50.000 retornaren després de la guerra.
L'esclat de la Segona Guerra Mundial va significar que la política d'emigració no es va dur a terme. Quan Itàlia es va rendir el 1943, la Wehrmacht va ocupar Tirol del Sud i l'integrà en la Zona d'Operacions dels Prealps, alhora que s'aturava la política migratòria. La majoria dels que marxaren van tornar el 1945, i malgrat els esforços del govern austríac, el Tirol del Sud va romandre en mans italianes. Mercè l'Acord De Gasperi-Gruber la majoria recuperaren la ciutadania italiana si podien acreditar mitjançant un certificat de naixement que hi havien nascut.